# 威廉·特库姆塞·舍曼

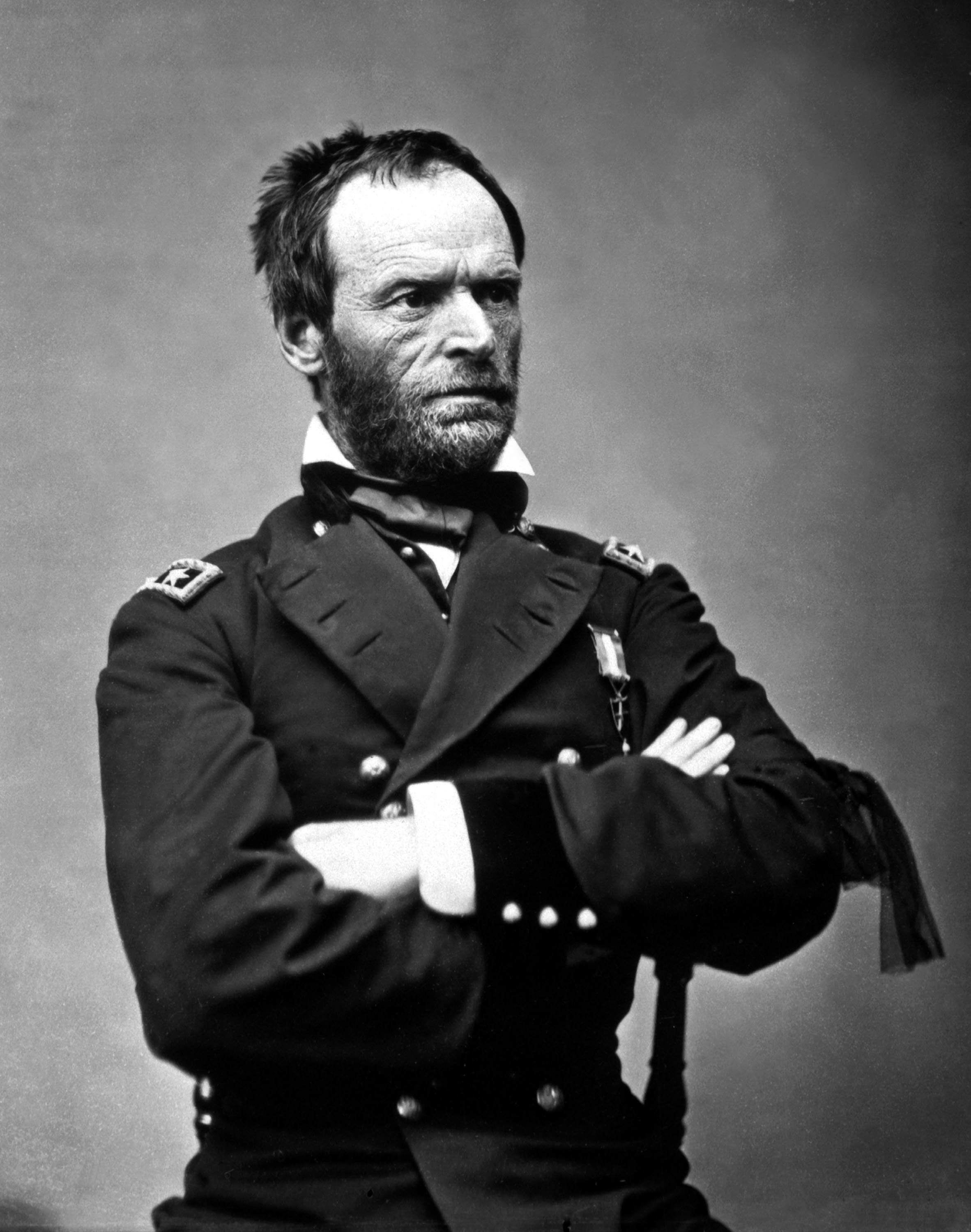
威廉·特库姆塞·谢尔曼

威廉·特庫姆賽·薛曼（英語：William Tecumseh Sherman，1820年2月8日—1891年2月14日）是美国南北战争中的北军将领，以火烧亚特兰大和「向大海进军」戰略而获得“魔鬼将军”的绰号，曾與尤利西斯·辛普森·格兰特將軍制定「東西戰線協同作戰」計畫。

## 評價
亞特蘭大國際機場有為薛曼將軍展示事蹟的陳列展覽館，而美軍的M4中戰車，又稱薛曼戰車，即得名於薛曼將軍，雪曼將軍樹亦得名於薛曼將軍。
薛曼將軍因於南北戰爭期間在南方實施堅壁清野政策，因而受到美國南部軍民的強烈輿論抨擊與反感。
薛曼的火燒亞特蘭大事蹟，事實上是一種針對敵軍可能運用的補給物品給予「手術式打擊(破壞)」，受他指示的奧蘭多·梅特卡夫·坡如此記載他們的行為：「針對目標建築物，推倒牆垣、煙囪，徹底摧毀各種可用的家具、鍋爐、機械等設備。最後，才在已成廢墟的瓦礫和木堆之上放火燃燒。這樣做的目的，除了是要徹底破壞可利用的物資外，就是為了"避免波及非目標建築物"。」
對於城內商業區受到的破壞，坡則指控是那些不法之徒縱火破壞了城內商業區的眾多其他建築物。

## 軼事
薛曼的中間名，源自一位反抗美國政府的知名印地安酋長特库姆塞。
薛曼曾經表示決不競選美國總統，以薛曼宣言而闻名于世。